# Orvosságos kerekek

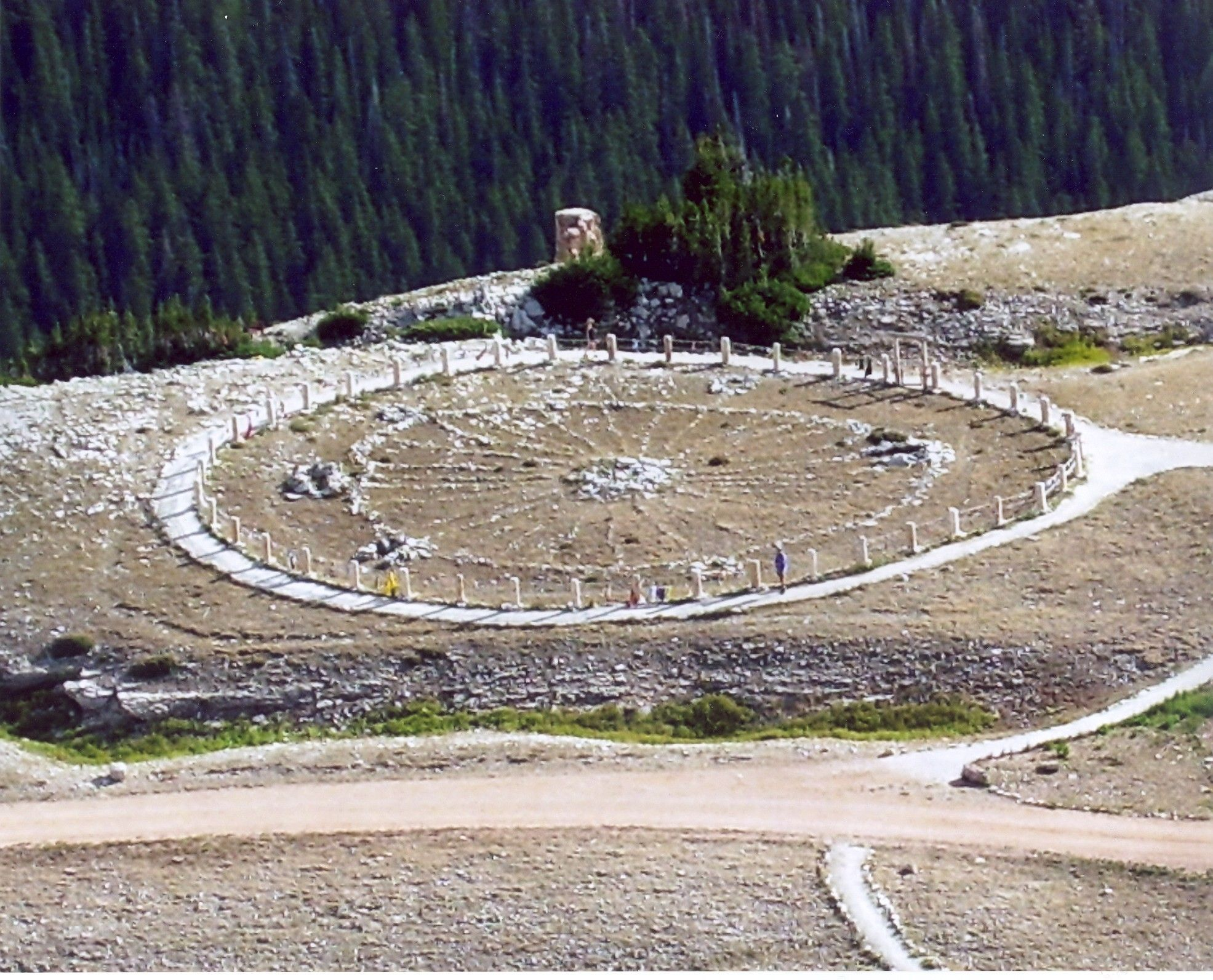
A wyomingi Big Horn orvosságos kerék

Az orvosságos kerekek Észak-Amerika síkságain és prérijein elszórt, ember készítette hatalmas sziklakörök.

## Építésük
Kisebb sziklákból építették, amelyeket a visszavonuló jég hagyott hátra maga után. Minden orvosságos kerék „agya” egy, a középpontjában lévő kőhalom; emellett a kör kerületén újabb kőhalmok is elhelyezkedhetnek. A központi kőhalomból olykor kőből rakott vonalak futnak küllőként a külső gyűrűhöz.
Legismertebb a csaknem 30 méter átmérőjű wyomingi Big Horn orvosságos kerék, melynek 28 küllője van, hat kis kőhalommal a peremén. Sem építőit, sem építése korát és miértjét nem ismerjük. Bizonyára valamely síksági nép – az arapahók, a sájenek más néven csejennek vagy a varjúk – készítette. Egyik elterjedt nézet szerint az orvosságos kerék „küllői” csillagászati események mentén – így például a Nap állása a nyári napforduló hajnalán – sorjáznak (vagy sorjáztak eredetileg).

## Egyéb elméletek
Egy másik elmélet az orvosságos kerekeket tisztább szimbólumoknak tartja, melyekkel talán a világegyetemet összekötő szent ciklikus elveket kívánták megjeleníteni. A kerekek hasonlítanak a bennszülött táncformákra és egyes vigvamok alakjára.
Sokuk magaslaton található, így ezek alakja esetleg az égboltot jelképezheti.